# 袁達三
袁達三（1907-1987），民國時期人物，國大代表，書法家。

## 生平
河南省臨漳縣人 （今河北省邯鄲市臨漳縣，戰國時代趙國都城邯鄲，三國時期鄴城），家族世系譜汝南袁氏，字誠之，自號鄴叟，西元 1907 年 （ 大清光緒三十三年）出生，先後畢業於河北大名法專、河北大學政治系、河南訓政學院縣長班受訓、國民政府軍事委員會西北游贛班（胡宗南創立）第四期、革命實踐研究院第十三期。
初期任臨漳縣縣長。中國抗日戰爭時期，受軍統局副局長戴笠提拔，進入中美合作所第十一班 （臨泉班）。歷軍師政治部中校、上校團政治指導員、河南第三區保全副司令、國民革命軍第十三軍特別黨部書記、第八十九師政治部副主任、騎兵第八師政治部少將代主任、中國國民黨特別黨部書記長等職務。
1948年當選行憲國民大會代表，1949年隨國民政府赴台灣續任國大代表。1950年兼國民黨臺灣省黨部設計委員、臺灣省黨務訓練班指導員。訓練班第六期結束，轉任交通部專門委員。「國民大會憲政研討會」成立，獲選「國防委員會」召集人。後任「國民大會憲政研討會」編纂委員、「國民大會國民黨黨部」第二十一、二十二、二十三屆委員暨常務委員、光復大陸設計研究委員會委員。
1987年11月28日，病逝於台北台大醫院，安葬於陽明山第一公墓內的陽明山靈骨塔，終年八十歲。

## 書法
稚齡時期，學習歐（歐陽詢）、趙（趙孟頫）、褚（褚遂良）、虞（虞世南）體，年長後，復以二王（王羲之、王獻之）為宗法，並兼習古契、鐘鼎、篆書、漢隸、魏碑。
1965 年，舉行書法八十餘幅個展於台北中山堂，並先後參與第一、二、三屆中日書法會議。
1965 年 ，國父百年誕辰舉辦全國第五屆美展入選，各報評：「八大條幅，一氣呵成，其運筆流暢，鋒梢頓挫間，實得二王孫過庭之妙。」
同年，作品於國立歷史博物館國家畫廊展出數週。王壯為以詩評：『聖教吳文欲亂真，晉唐此日有傳人，薄書幃幄勳勤外，健筆縱橫劇有神。』
1969 年，會同何應欽、馬壽華、周樹聲、李超哉、魏經龍、王壯為、董開章、陳其銓等人，參加中華民國第三屆書法訪問團訪問日本，致力文化交流工作。
1970 年應聘為國立中央大學中文系教授，教授書法。
著作：《袁達三書法選集》、《書法概論》、《談筆法簡介永字八法》、《談筆墨紙硯、文房四寳》等。
所留書法遺墨，於 2017 年全數捐贈予國立中正紀念堂，納入館藏。早年另有四小條幅，捐贈予國立歷史博物館。

## 家世
- 祖父：袁萬春，大清同治舉人，拔貢。
- 父：袁鳳才，大清光緒秀才。

## 備註
第一屆國民大會河南省臨漳縣代表袁達三已於民國76年11月28日病逝，應依法註銷其名籍。(76)華總(一)義字第4093號(76.11.12)，總統府公報第4860號。
1. ↑  國民大會秘書處. . 國民大會秘書處: 第48頁. 1974年 （中文（繁體））.
2. ↑  國民大會秘書處編印, 第一屆國民大會代表名錄. . 國民大會秘書處. 中華民國73年1月: 第186頁.
3. ↑  袁達三（鄴叟）, 袁達三書法選集. . 台北市內湖麗山新村硯出耕室. 中華民國67年5月初版: 第一頁.
4. ↑  袁達三. . 中山堂藝文資料庫數位典藏. 1965.10.14 - 1965.10.17 （中文（繁體））. []
5. ↑  多人合著, 中國當代名家書畫選; 張大千，孫雲生，胡克敏，李超哉，馬壽華，袁達三，姚夢谷，季康，陳其銓，董開章，奚南薰等多人合著，書法38人，國畫43人。. . 台灣省立台中圖書館: 台灣省立台中圖書館. 中華民國61年4月初版.
6. ↑  中國書法學會.  (PDF). 中國書法學會.   [1969.03.27及1969.03.28] （中文（繁體））.
7. ↑  . 中國書法學會. 1984-07-12  [民國58年3月27日-3月28日]. （原始内容存档于2020-02-16）.
8. ↑  袁達三. . 鄴叟. 1978 （中文（繁體））.